# Drops of Jupiter (Tell Me)
Drops of Jupiter (Tell Me) è un singolo del gruppo musicale statunitense Train, pubblicato il 23 luglio 2001 come primo estratto dal secondo album in studio Drops of Jupiter.

## Descrizione
A causa del suo testo enigmatico e particolare, il significato di Drops of Jupiter è stato oggetto di speculazioni sin dalla sua prima pubblicazione. Il frontman dei Train, Pat Monahan ha dichiarato che la canzone è stata ispirata dalla morte di cancro di sua madre, e che il primo verso del brano gli è venuto durante un sogno. La canzone, che comincia parlando della madre di Monahan, si evolve poi in una canzone d'amore, secondo quanto affermato dal cantante.

## Video musicale
Per la canzone sono stati pubblicati due video musicali. Il primo mostra la band che suona su un palco, con un grande striscione che riporta la scritta "TRAIN" su uno sfondo verde. In varie parti della canzone sono state inserite clip di una donna che compie diverse azioni in vari contesti relativi al testo della canzone.
Il secondo e più ricordato video mostra Pat Monahan che esegue la canzone su un palco, accompagnato dalla band e da un gruppo di suonatori di strumenti a corda. Mentre il video prosegue, arriva della gente per guardare lo spettacolo. Il video è stato diretto da Nigel Dick e girato nella Union Station a Los Angeles.

## Accoglienza
Chuck Taylor della rivista Billboard ha dato della canzone una recensione favorevole, dicendo che essa "dimostra una predisposizione testuale molto artistica che merita l'accoglimento immediato di questa credibile e stimolante canzone rock" ("demonstrates a truly artistic lyrical bent that merits instant acceptance of this credible rock-edged song"). Egli riassume la recensione dicendo "aggiungi un piano, uno splendido sottofondo di un'orchestra e una voce scintillante a passione e personalità, e ciò che ottieni è una traccia travolgente per i Train" ("add piano, a splendid orchestral backdrop, and a vocal shimmering with passion and personality, and this is a runaway track for Train").

## Cover
Nel 2004 una cover di Drops of Jupiter è stata registrata da Sebastian. Il 29 marzo 2005, Judy Collins ha pubblicato una cover del brano sull'album Portrait of an American Girl. Per il 2008 era prevista una nuova cover del brano nell'album di K!d B. Taylor Swift ha pubblicato una cover della canzone nel suo album del 2011 Speak Now World Tour Live.

## Tracce
CD-Maxi Columbia 671197 2
1. Drops of Jupiter (Tell Me) - 4:20
2. It's Love - 4:22
3. This Is Not Your Life - 5:02
4. Drops of Jupiter (Tell Me) (Video)

CD-Single Columbia 671197 1 / EAN 5099767119716
1. Drops of Jupiter (Tell Me) - 4:20
2. It's Love - 4:22

## Successo commerciale
Il singolo ottenne un notevole successo internazionale, riuscendo ad arrivare alla quinta posizione della Billboard Hot 100, rimase per oltre 100 settimane nella Adult Contemporary charts, dove invece arrivò fino alla vetta.
Benché il brano sia stato pubblicato anni prima che si diffondesse il formato digitale, l'MP3 del brano ha ricevuto oltre 100 000 download, ottenendo un disco d'oro dalla RIAA, e arrivando alla vetta della classifica dei singoli più "scaricati" anni dopo la sua effettiva pubblicazione.
La canzone ha vinto due Grammy Award nelle categorie "migliore canzone rock" e "miglior arrangiamento".

## Classifiche
| Classifica (2001)                              | Posizione più alta |
| ---------------------------------------------- | ------------------ |
| Australia (ARIA)                               | 5                  |
| Austria (Ö3 Austria Top 40)                    | 38                 |
| Belgio (Ultratop)                              | 5                  |
| Canada (Billboard Canadian Top 100)            | 1                  |
| Danimarca (Tracklisten)                        | 8                  |
| Francia (SNEP)                                 | 73                 |
| Germania (Media Control AG)                    | 73                 |
| Irlanda (IRMA)                                 | 1                  |
| Italia (FIMI)                                  | 7                  |
| Nuova Zelanda (RIANZ)                          | 5                  |
| Paesi Bassi (Dutch Top 40)                     | 3                  |
| Paesi Bassi (Dutch Top 40)                     | 5                  |
| Regno Unito (Official Charts Company)          | 10                 |
| Stati Uniti (Billboard Adult Top 40)           | 1                  |
| Stati Uniti (Billboard Top 40 Mainstream)      | 3                  |
| Stati Uniti (Billboard Hot 100)                | 5                  |
| Stati Uniti (Billboard Adult Contemporary)     | 8                  |
| Stati Uniti (Billboard Modern Rock Tracks)     | 11                 |
| Stati Uniti (Billboard Mainstream Rock Tracks) | 19                 |
| Stati Uniti (Billboard Radio Songs)            | 2                  |
| Stati Uniti (Billboard Digital Songs)          | 41                 |
| Svezia (Sverigetopplistan)                     | 45                 |
| Svizzera (Schweizer Hitparade)                 | 30                 |
| Classifica (2012)                              | Posizione più alta |
| Regno Unito (Official Charts Company)          | 34                 |
| Scozia (Official Charts Company)               | 28                 |

### Classifiche di fine anno
| Classifica (2001)             | Posizione più alta |
| ----------------------------- | ------------------ |
| Stati Uniti Billboard Hot 100 | 4                  |